# Bomba rurowa

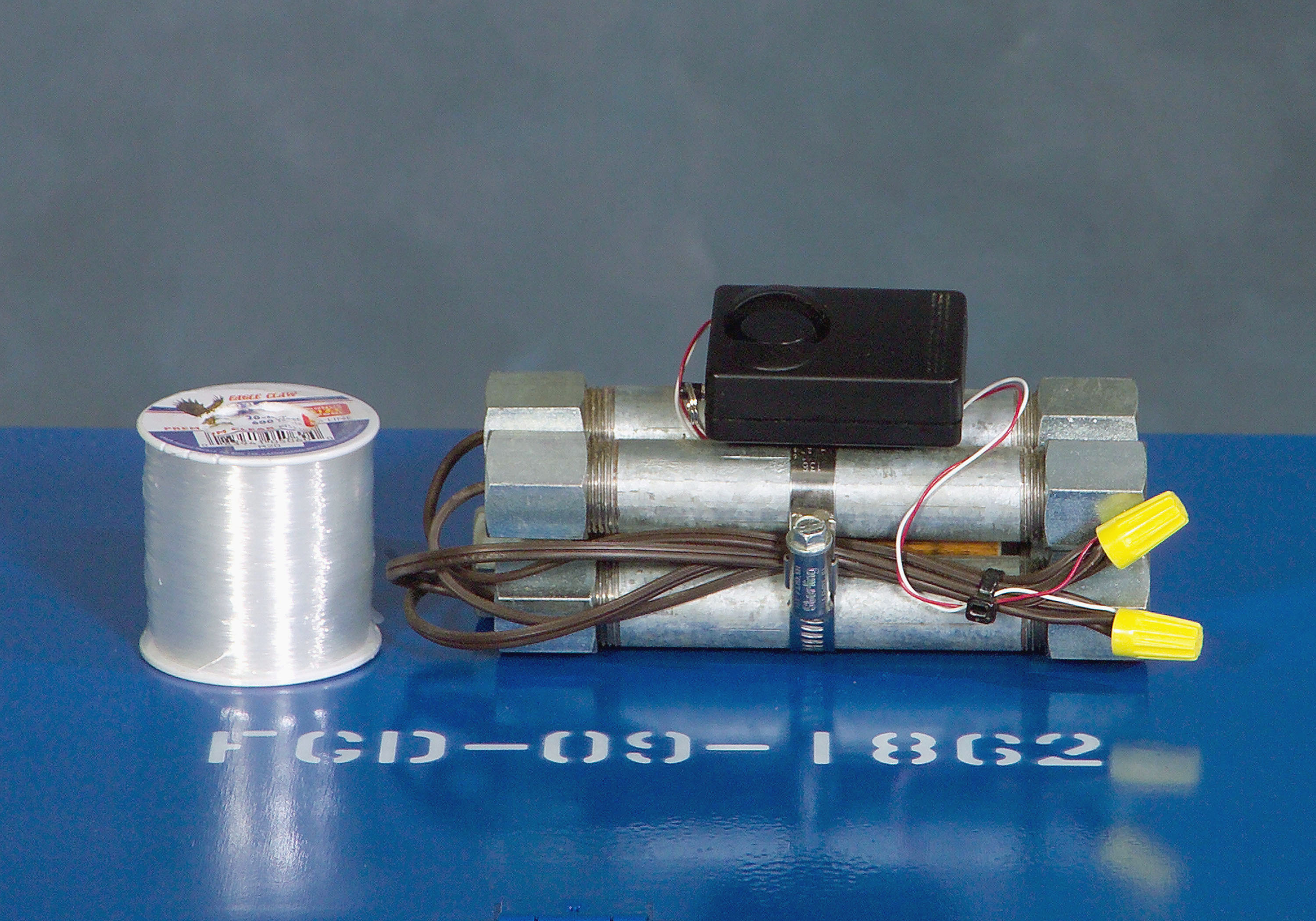
Atrapa bomby rurowej

Bomba rurowa, rurobomba – rodzaj improwizowanej bomby. 
Koncepcja bomby rurowej opiera się na wzmocnieniu działania materiału wybuchowego przez zamknięcie go w szczelnym pojemniku (najczęściej metalowej rurze, skąd nazwa), co powoduje wstępny wzrost ciśnienia gazów przed rozerwaniem. Dodatkową skuteczność wobec celów miękkich (siły żywej) dają powstające w wyniku detonacji odłamki – eksplozja przypomina rozerwanie pocisku odłamkowego lub granatu obronnego. Efektywność takiego ataku poprawia się, odpowiednio nacinając pojemnik, a czasami dla uzyskania jeszcze większej skuteczności umieszcza się w (lub na) nim także drobne twarde przedmioty, na przykład gwoździe, kulki łożyskowe lub nakrętki (podobnie jak w szrapnelach). 
Broń ta jest trudna do identyfikacji z powodu względnej łatwości jej wykonania, dużej ilości zamiennych materiałów i ich dużej dostępności, a przede wszystkim braku jednego określonego sposobu wykonania.